# Лонг, Шэрон
Шэрон Лонг (англ. Sharon R. (Rugel) Long; род. 2 марта 1951) — американский ботаник и молекулярный биолог, специалист по взаимоотношениям микроорганизмов и растений.
Член Национальной АН США (1993) и Американского философского общества (2000).
Доктор философии (1979), профессор Стэнфордского университета, где трудится с 1981 года, его экс-декан. В 1994—2001 годах исследователь Медицинского института Говарда Хьюза.

## Биография
Окончила с отличием Калифорнийский технологический институт (бакалавр биохимии, 1973). В 1979 году в Йельском университете получила степень доктора философии по биологии.
В 1979—1981 годах постдок в Гарвардском университете. С 1981 года в Стэнфордском университете: первоначально ассистент-профессор, с 1987 года ассоциированный профессор, с 1992 года полный профессор, именной (William C. Steere, Jr. Pfizer Inc. Professor) с 2000 года, член тамошней Bio-X, в 2001—2007 годах декан Stanford University School of Humanities and Sciences, сменила на этом посту Malcolm Beasley.
В 1994—2001 годах исследователь Медицинского института Говарда Хьюза.
В 2009—2017 годах попечитель Калифорнийской АН.
Феллоу Американской ассоциации содействия развитию науки (1992), Американской академии микробиологии (1993), Американской академии искусств и наук (1994), Association for Women in Science (1999), American Society of Plant Biologists (2007).
Состояла в редколлегиях Plant Physiology, Journal of Bacteriology, Molecular Plant-Microbe Interactions, Annual Review of Cell and Developmental Biology, Developmental Biology , PNAS. В 1994—1997 годах редактор Journal of Bacteriology.
В 1979—2004 годах супруга Harold McGee (развелись), есть сын и дочь. В 2008 г. вышла замуж за Gilbert Chu.
В 2008 году одна из пяти научных советников предвыборного штаба Обамы.

## Награды и отличия
- NSF Presidential Young Investigator Award[англ.] (1984)
- Dean’s Award for Teaching Excellence, Stanford University School of Humanities and Sciences[англ.] (1988, 1992)
- Charles Albert Shull Award, ASPB (1989)
- Стипендия Мак-Артура (1992)[4]
- Distinguished Alumni Award Калтеха (1998)
- Wilbur Cross Medal[англ.] Йеля (2002)
- Lifetime Research Award, International Society for Plant-Microbe Interactions (2017)
- Selman A. Waksman Award in Microbiology[англ.] НАН США (2019)[5]